# 大阪ほんま本大賞
大阪ほんま本大賞（おおさかほんまぼんたいしょう）は、2013年に設立された、Osaka Book One Projectが運営する関西地方の文学賞である。
大阪府を中心に、関西地方に所在する「新刊を扱う書店」および取次会社によって受賞作品が決定される。
例年、受賞作品の売上の一部を出資し、大阪府下の児童養護施設に対し図書寄贈を実施している点が特色である。

## 特色
「大阪の問屋と本屋が選ぶ『ほんまに読んで欲しい1冊』」をキャッチコピーとして掲げており、大阪府や大阪府民に関係する書籍を受賞対象としている。
受賞作品は例年7月25日より翌年1月末まで大阪府および近隣府県の書店店頭にて販売。
なお2024年の特別賞は、時期をずらして10月に発表予定。

## 部門

### 大賞
- 2013年以降毎年選出。

### 特別賞
- 2016年に新規開設。

## 受賞作品
大賞は2013年の発足以降毎年選出。年は大賞発表年。2016年以降は特別賞も毎年選出されている。

### 大賞（2013年度〜）
| 受賞年度         | 受賞作                             | 著者       | 出版社         |
| ---------------- | ---------------------------------- | ---------- | -------------- |
| 2013年（第1回）  | 銀二貫                             | 髙田郁     | 幻冬舎         |
| 2014年（第2回）  | 仏果を得ず                         | 三浦しをん | 双葉社         |
| 2015年（第3回）  | すかたん                           | 朝井まかて | 講談社         |
| 2016年（第4回）  | 勇者たちへの伝言：いつの日か来た道 | 増山実     | 角川春樹事務所 |
| 2017年（第5回）  | 幻坂                               | 有栖川有栖 | KADOKAWA       |
| 2018年（第6回）  | 阪堺電車177号の追憶                | 山本巧次   | 早川書房       |
| 2019年（第7回）  | 天下一の軽口男                     | 木下昌輝   | 幻冬舎         |
| 2020年（第8回）  | たこ焼きの岸本                     | 蓮見恭子   | 角川春樹事務所 |
| 2021年（第9回）  | 渦：妹背山婦女庭訓魂結び           | 大島真寿美 | 文藝春秋       |
| 2022年（第10回） | ふるさと銀河線：軌道春秋           | 髙田郁     | 双葉社         |
| 2023年（第11回） | グランドシャトー                   | 高殿円     | 文藝春秋       |
| 2024年（第12回） | ほたるいしマジカルランド           | 寺地はるな | ポプラ社       |

### 特別賞（2016年度〜）
| 受賞年度 | 受賞作                          | 著者                       | 出版社                 |
| -------- | ------------------------------- | -------------------------- | ---------------------- |
| 2016     | 大阪を古地図で歩く本            | ロム・インターナショナル編 | 河出書房新社           |
| 2017     | 大阪人の胸のうち                | 益田ミリ                   | 光文社〈知恵の森文庫〉 |
| 2018     | 私の大阪八景                    | 田辺聖子                   | KADOKAWA               |
| 2019     | じゃりン子チエ 第1巻            | はるき悦巳                 | 双葉社〈双葉文庫〉     |
| 2020     | どらン猫小鉄奮戦記              | はるき悦巳                 | 双葉社                 |
| 2021     | 大阪弁ちゃらんぽらん            | 田辺聖子                   | 中央公論新社           |
| 2022     | 一汁一菜でよいという提案        | 土井善晴                   | 新潮社                 |
| 2023     | じゃりン子チエ 第34巻（最終巻） | はるき悦巳                 | 双葉社〈双葉文庫〉     |
| 2024     | 大阪                            | 岸政彦・柴崎友香           | 河出書房新社           |